# Tour du Cameroun 2014
Le Tour du Cameroun 2014 est la 12e édition de cette course cycliste par étapes. Il est inscrit dans l'UCI Africa Tour 2014 en catégorie 2.2.

## Présentation

### Parcours
Le parcours de l'édition 2014 compte 1073,5 kilomètres couvrant cinq des dix régions du pays. En effet, les régions septentrionales ont été délaissées à la suite des menaces de la secte islamiste nigériane Boko Haram sur cette partie du pays.

### Coureurs
Les coureurs présents sur cette éditions, en plus d'être locaux (Cameroun), proviennent du Burkina Faso, de la République du Congo, de la Côte d'Ivoire, du Gabon, du Sénégal, mais également de pays européens que sont l'Allemagne, les Pays-Bas, la Slovaquie et la Suisse.
La veille du départ, quatre coureurs locaux ont été radiés de la course pour "fraude". Sanctionnés par le commissaire de la compétition et représentant de l'Union cycliste internationale, Jean-Pierre Coppenollene, les quatre cyclistes sont accusés d'avoir déserté leur écurie d'origine pour d'autres sélections.

## Étapes
| Étape     | Date    | Villes étapes      |  | Distance (km) | Vainqueur d’étape | Leader du classement général |
| --------- | ------- | ------------------ |  | ------------- | ----------------- | ---------------------------- |
| 1re étape | 9 mars  | Yaoundé - Yaoundé  |  | 150           | Patrick Kos       | Patrick Kos                  |
| 2e étape  | 10 mars | Pouma – Kribi      |  | 158           | Patrick Kos       | Patrick Kos                  |
| 3e étape  | 12 mars | Kribi – Douala     |  | 170           | Hervé Raoul Mba   | Hervé Raoul Mba              |
| 4e étape  | 13 mars | Douala - Limbé     |  | 96            | Clovis Kamzong    | Hervé Raoul Mba              |
| 5e étape  | 14 mars | Mbanga – Bafang    |  | 125,2         | Daniel Bichlmann  | Hervé Raoul Mba              |
| 6e étape  | 15 mars | Melong – Bafoussam |  | 100           | Benjamin Stauder  | Dan Craven                   |
| 7e étape  | 17 mars | Bangangté – Bafia  |  | 124,5         | Noël Richet       | Dan Craven                   |
| 8e étape  | 18 mars | Bafia – Yaoundé    |  | 119,7         | Ghislain Sikandji | Dan Craven                   |

## Classements finals
Classements officiels
| Classement général | Classement général | Classement général | Classement général     | Classement général  |
|                    | Coureur            | Pays               | Équipe                 | Temps               |
| ------------------ | ------------------ | ------------------ | ---------------------- | ------------------- |
| 1er                | Dan Craven         | Namibie            | Bike Aid-Ride for help | en 28 h 05 min 18 s |
| 2e                 | Benjamin Stauder   | Allemagne          | Suisse Centrale        | + 6 s               |
| 3e                 | Patrick Kos        | Pays-Bas           | Nederlandse Brabant    | + 9 s               |
| 4e                 | Issiaka Fofana     | Côte d'Ivoire      | Côte d'Ivoire          | + 1 min 02 s        |
| 5e                 | Clovis Kamzong     | Cameroun           | SNH vélo Club          | + 2 min 32 s        |
| 6e                 | Vincent Graczyk    | France             | Club de la Défense     | + 3 min 57 s        |
| 7e                 | Noël Richet        | France             | Club de la Défense     | + 4 min 02 s        |
| 8e                 | Daniel Bichlmann   | Allemagne          | Bike Aid-Ride for help | + 4 min 20 s        |
| 9e                 | Hervé Raoul Mba    | Cameroun           | SNH vélo Club          | + 4 min 39 s        |
| 10e                | Ghislain Sikandji  | Cameroun           | Regional Centre        | + 5 min 27 s        |
| modifier           |                    |                    |                        |                     |

### Classements annexes
|   | Cycliste         | Équipe              | Points |
| - | ---------------- | ------------------- | ------ |
| 1 | Patrick Kos      | Nederlandse Brabant | 136    |
| 2 | Benjamin Stauder | Suisse Centrale     | 131    |
| 3 | Noël Richet      | Club de la Défense  | 123    |

|   | Cycliste            | Équipe                 | Points |
| - | ------------------- | ---------------------- | ------ |
| 1 | Dan Craven          | Bike Aid-Ride for help | 45     |
| 2 | Harm van der Sanden | Nederlandse Brabant    | 38     |
| 3 | Patrick Kos         | Nederlandse Brabant    | 31     |

|   | Cycliste            | Équipe              |    | Temps            |
| - | ------------------- | ------------------- | -- | ---------------- |
| 1 | Clovis Kamzong      | SNH vélo Club       | en | 28 h 07 min 50 s |
| 2 | Ghislain Sikandji   | SNH Vélo Club       | +  | 2 min 55 s       |
| 3 | Harm van der Sanden | Nederlandse Brabant | +  | 12 min 57 s      |

|   | Équipe              | Pays     |    | Temps            |
| - | ------------------- | -------- | -- | ---------------- |
| 1 | SNH Vélo Club       | France   | en | 84 h 30 min 55 s |
| 2 | Nederlandse Brabant | Pays-Bas | +  | 4 min 57 s       |
| 3 | Club de la Défense  | France   | +  | 6 min 48 s       |